# Granatnik lekki wz. 1983
Granatnik lekki wz. 1983 – 40 mm polski granatnik lekki.
Występuje jako indywidualna broń jednostrzałowa służąca do zwalczania środków ogniowych i nieopancerzonego sprzętu wojskowego oraz siły żywej nieprzyjaciela ogniem płasko– i stromotorowym. Jest to rozwinięta konstrukcja 40 mm granatnika wz. 1974.
Zbudowany jest z lufy z komorą zamkową, zamka odchylnego, mechanizmu napinająco-spustowego, zespołu ryglującego, mechanizmu zabezpieczającego, celownika i kolby składanej. Strzela się z niego 40 mm nabojami bojowymi NGO-74 z pociskiem odłamkowym, nabojami NGC z pociskiem ćwiczebnym (błyskowo-dymnym), oraz nabojami NGB z pociskiem balistycznym. W wyposażeniu granatnika znajduje się futerał, torba w której przenosi się 10 nabojów oraz przybory do obsługi broni. 